# 普里戈羅德內區 (北奧塞梯-阿蘭共和國)

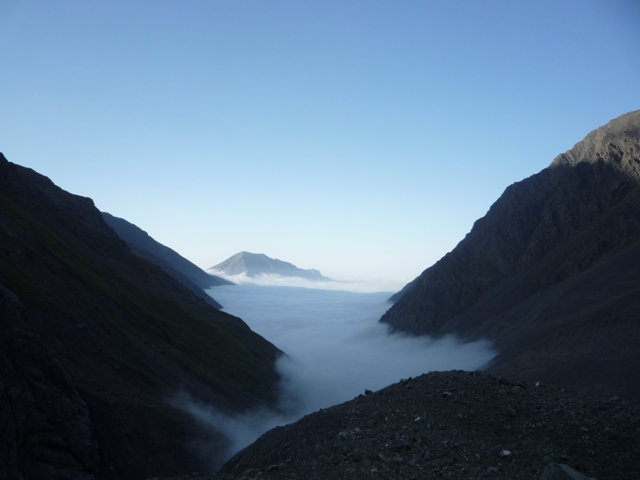

43°03′37″N 44°44′06″E / 43.06028°N 44.73500°E
普里戈羅德內區（俄语：Пригородный район），是俄羅斯的一個區，位於該國西南部，由北奧塞梯-阿蘭共和國負責管轄，面積1,460平方公里，2010年人口108,665，人口密度每平方公里74.43人。